# Елевсінські містерії
Елевсі́нські місте́рії, Елевси́нські містерії (дав.-гр. Ελευσίνια Μυστήρια) — таємничі обряди під час хліборобських свят елевсіній, засновані міфічним Евмольпом. У добу еллінізму елевсінські містерії поступилися місцем містеріям Ісіди.

## Елевсінії
Елевсінії — хліборобські свята на честь Деметри, що дуже пишно відзначались у місті Елевсін. Елевсінії святкували протягом 9 днів.
- Перший день присвячували зборам (Agyris);
- другий — очищенню;
- третій — жертвопринесенню проса, ячменю, маку тощо;
- четвертий — процесіям, під час яких гарні дівчата несли в освячених кошиках атрибути богині (зображення дитини, золотий вуж, тістечка);
- п'ятий — іграм та процесіям зі смолоскипами, що мали нагадувати розшуки Деметрою Персефони;
- шостий день присвячувався Інахові, що супроводив богиню в її мандрівках по світу;
- сьомий — гімнастичним вправам;
- восьмий — Асклепієві епідаврському;
- дев'ятий — алегоричним церемоніям, найважливішою з яких була церемонія наповнення вином двох посудин, що стояли з східного та західного боку; після проказування магічних слів ці посудини переверталися.

Під час елевсіній не можна було нікого ув'язнювати; на свято потрібно було йти пішки.
Афіняни, лакедемоняни й крітяни поновлювали урочистості щороку, у деяких місцевостях їх улаштовували щочетвертого року. Пізніше, з уявленням про вмирання й відродження зерна (міф про Персефону) виникло поняття безсмертя.
Згодом елевсінії набувають таємничого, містичного характеру, супроводжуються особливими обрядами (елевсінські містерії). Згодом на елевсінії вплинули культи Діоніса й орфіків.
Елевсінії влаштовувались у Греції, пізніше — у Римі; після 1800-літнього існування ці свята заборонив Феодосій.

## Містерії
До участі у святкуванні елевсінських містерій допускалися тільки обрані. Утаємничений очищався водою з Іліссу, а потім, уночі, вступав до храму Деметри (в Елевсіні), де переходив з однієї кімнати до іншої; пітьма змінювалася яскравим світлом, тиша — гуркотом грому.
З розкопок виявлено, що в храмі були прилади для складних театральних ефектів. Учасники містерій присягалися не розголошувати нічого з того, що бачили або чули, тому наші відомості про зміст утаємничення та обряди дуже неточні.
За рік утаємничений допускався до Великих елевсінських містерій, що відбувалися восени. Священнодійством керували жерці — Евмольпіди.